# Sony SmartWatch
Sony SmartWatch — устройство в виде наручных часов от компании Sony. «Наручный дисплей», кроме отображения времени, может показывать СМС и электронные письма из Gmail, а также погоду и посты из социальных сетей. Он совместим с большинством Android смартфонов и планшетов, взаимодействуя с ними посредством Bluetooth. 

Гаджет был впервые показан в рамках международной выставки CES 2012.

## Предустановленные программы
SmartWatch имеет 15 предустановленных приложений:
- Отображение времени и даты. Время отображается только в течение сеанса сопряжения со смартфоном[4][9].
- Управление телефонными вызовами. Приём или сброс вызова. При входящем звонке SmartWatch вибрирует.
- Управление СМС-сообщениями. Чтение и отправка заранее созданных шаблонов ответа.
- Отображение метеорологического прогноза
- Упрощённое общение в социальных сетях Твиттер и Facebook
- Поиск смартфона/планшета. Сигнал с SmartWatch заставляет потерянное устройство вибрировать и пищать.
- Отображение напоминаний календаря
- Отображение пропущенных телефонных вызовов
- Работа с телефонной книгой. Связь с абонентом из справочника.
- Управление музыкальным проигрывателем смартфона. Переключение и постановка на паузу треков, управление громкостью воспроизведения.
- Просмотр статистики приложения Endomondo Sports Tracker

## Особенности устройства
- Экран обрабатывает два одновременных касания.
- Корпус гаджета защищён от пыли и брызг[4].
- Подзарядка осуществляется с помощью специального кабеля[8]
- Разблокировка производится либо нажатием на единственную клавишу, либо постукиванием[8].
- Число приложений для SmartWatch превысило отметку 200[9].